# Nicolaus Zacharie
Nicolaus Zacharie (vers 1400 ou avant - 1466) est un compositeur italien du début de la Renaissance. Jusqu'à récemment, il était confondu avec le compositeur antérieur Zacara da Teramo, mais des recherches récentes ont établi son identité. Il est l'un des rares compositeurs italiens du début du XVe siècle dont l'œuvre a survécu.

## Biographie
Il est probablement de Brindisi ou de quelque part à proximité, d'après les preuves des archives papales. Sur la partition de son motet Letetur plebs, on voit le commentaire suivant : « composé à Tarente, en grande hâte », on peut donc présumer qu'il est déjà actif comme compositeur avant de venir à Florence en 1420, où il est engagé à la cathédrale de Florence en tant que chanteur à partir du 7 février 1420.
Quelques mois plus tard – le 1er juin – le pape Martin V l'engage lors d'un voyage à Florence, le ramenant au chœur papal à Rome, probablement en septembre à son retour là-bas, ayant réussi à mettre fin au schisme d'Occident quelques années auparavant. Zacharie reste dans le chœur jusqu'en 1424, et après une absence de dix ans le rejoint de nouveau pendant quelques mois en 1434 ; on ne sait pas où il se trouve entre ces deux périodes.
À la fin de sa vie, il est aumônier à l'église Santa Maria de Ceglie Messapica, à 40 km à l'ouest de Brindisi à l'extrême sud-est de l'Italie.

## Œuvres
Seules trois œuvres de Zacharie ont survécu avec une attribution fiable : un motet, un Gloria et une chanson profane (une ballata). Le plus long est le motet Letetur plebs. Il commence par un long passage en imitation, mais le reste de la composition n'en utilise pas du tout. Comme c'est le cas pour beaucoup de musique du sud et du centre de l'Italie du quattrocento, il y a très peu d'influence française ; l'influence de l'ars subtilior ne se retrouve pas dans la musique de Zacharie.
D'après les preuves stylistiques, ses trois compositions survivantes ont probablement été écrites à peu près à la même époque, très probablement entre 1415 et 1430 environ.

## Œuvres connues
1. Et in terra pax (3 voix)
2. Letetur plebs fidelis/Pastor qui revelavit (4 voix)
3. Già per gran nobeltà trihumpho et fama (2 voix) (ballata)